# Isola di Fondra
Isola di Fondra là một đô thị ở tỉnh Bergamo trong vùng Lombardia của nước Ý, có vị trí cách khoảng 70 km về phía đông bắc của Milano và khoảng 30 km về phía bắc của Bergamo. Tại thời điểm ngày 31 tháng 12 năm 2004, đô thị này có dân số 189 người và diện tích là 13,2 km².
Đô thị Isola di Fondra có các frazioni (đơn vị cấp dưới, chủ yếu là các làng) Fondra and Trabuchello.
Isola di Fondra giáp các đô thị: Branzi, Moio de' Calvi, Piazzatorre, Roncobello.